# Menzies Campbell

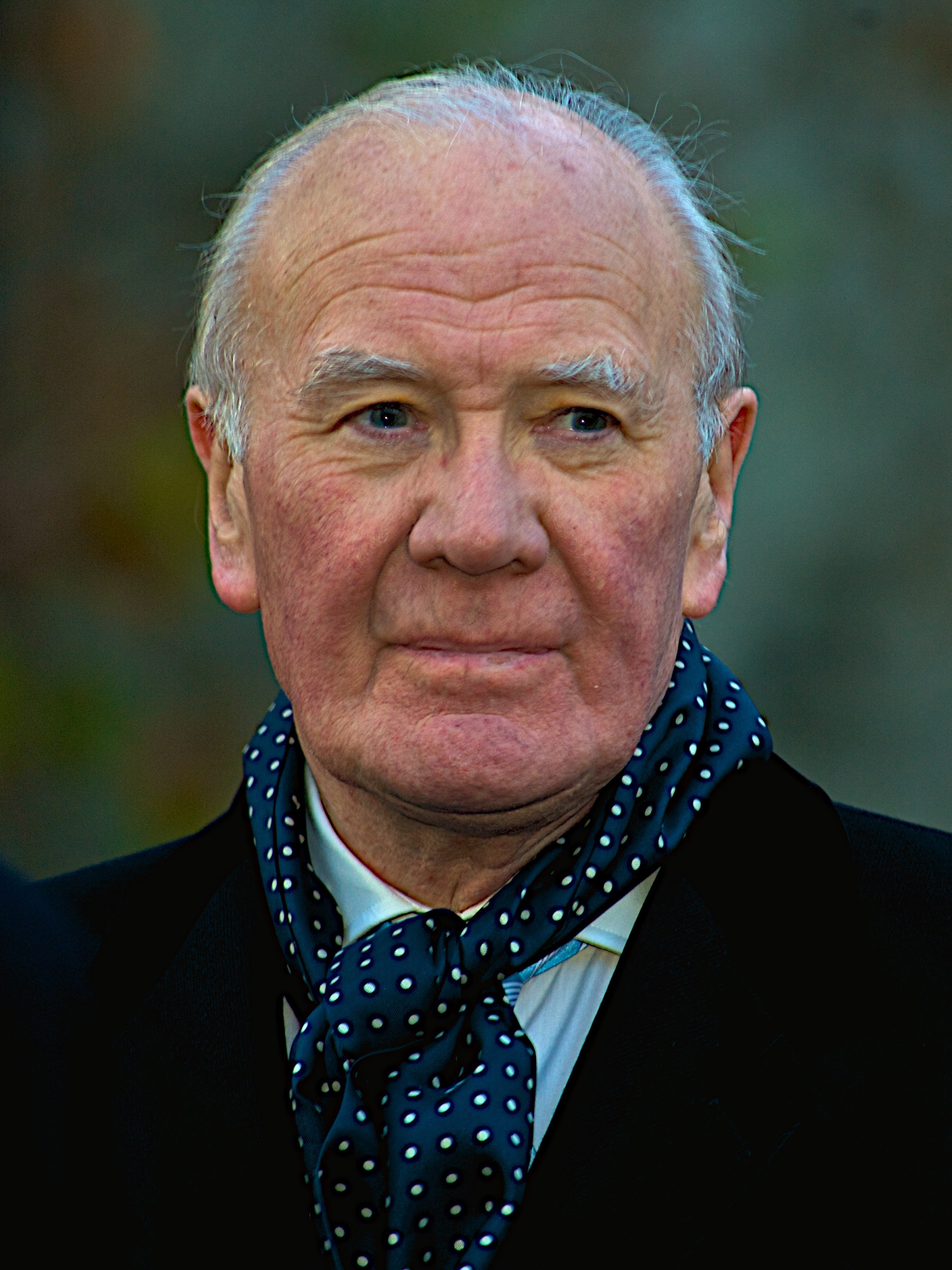
Sir Menzies Campbell.

Walter Menzies Campbell (Glasgow, 22 mei 1941), ook bekend als Ming Campbell, is een Brits politicus. Hij is lid van het Britse Lagerhuis voor de Liberal Democrats (LibDems) en tot 15 oktober 2007 politiek leider van die partij.

## Politieke carrière
Campbell was enige tijd voorzitter van de Schotse afdeling van de 'LibDems'. In 1987 werd hij gekozen voor het Lagerhuis als afgevaardigde van de Schotse 'council area' Fife. In 1992 werd hij woordvoerder van Buitenlandse Zaken en Defensie. In 2000 was hij een van de twaalf kandidaten om voorzitter te worden van het Britse Lagerhuis.
In 2002 werd er een vorm van kanker bij hem geconstateerd. Hiervoor moest hij een intensieve chemotherapie ondergaan.
Over de Britse deelname aan de Irakoorlog, waar zijn partij, anders dan Labour en de Conservatieven, helemaal tegen was, zei Campbell: "For more than 60 years we have been engaged in an intimate and rewarding relationship with the United States … Our two countries are bound together historically by common values and experience. But our relationship should be one of mature partnership, not one of undue deference."

## Leider van de Liberal Democrats
Op 7 januari 2006 werd Campbell interim-leider van de Liberal Democrats. Bij de verkiezingen voor het leiderschap van de Liberal Democrats, op 2 maart 2006, won hij met 57 procent van de stemmen. In oktober 2007 werd het duidelijk, dat er geen vervroegde verkiezingen zouden worden uitgeschreven door de nieuwe Labour premier Gordon Brown; dit gaf voor de Liberal Democrats de doorslag om uit te zien naar een andere leider. Op 15 oktober werd hij (ook weer ad interim) opgevolgd door Vince Cable.

## Persoonlijk
Tijdens zijn studie aan de universiteit was Menzies Campbell een succesvolle hardloper op de sprint. Hij nam onder meer deel aan de Olympische Spelen van 1964 in Tokio. Met de 4 x 100 m estafette-ploeg wist hij de finale te bereiken, waarin het Britse team in 39,6 s als achtste en laatste finishte. Op de 200 m werd hij in de tweede ronde uitgeschakeld. Ook had hij tussen 1967 en 1974 het Britse record op de 100 m op zijn naam staan.

### Persoonlijke records
| Onderdeel | Prestatie      | Jaar |
| --------- | -------------- | ---- |
| 100 m     | 10,2 s (ex-NR) | 1967 |
| 200 yd    | 20,90 s        | 1967 |

Voor zijn tijd als politicus was Campbell een vooraanstaand advocaat. Hij trouwde in 1970 met Elspeth Campbell, de dochter van de Britse legerofficier Roy Urquhart, die onder andere de Operatie Market Garden leidde. Zij overleed in juni 2023.
- Gemeinsame Normdatei: 136352731
- World Athletics: 14356019
- International Standard Name Identifier: 0000 0000 7882 5134
- Library of Congress Control Number: no2008040988
- Système universitaire de documentation: 132446057
- Virtual International Authority File: 12111838
- WorldCat: E39PBJgMyWKyqrkGCVXFFyyTpP